# Termes públiques d'Al·ló
Les termes públiques del municipium romà d'Al·ló (actualment la Vila Joiosa) es van construir entre 85 i 110 dC, prop del lloc on probablement va estar el fòrum (hui plaça de la Generalitat), després de l'atorgament de la categoria de municipium per l'emperador Vespasià el 73/74 dC. Van ser trobades en 2007. Fa gairebé una dècada que romanen tapades i no poden visitar-se.

## Descripció del monument
Al solar on es va descobrir aquest monument, entre els carrers de Canalejas i Álvaro Esquerdo, es van excavar estructures anteriors, datades entre els segles IV i I aC, les més significatives de les quals són una bassa de recollida d'aigua, un xicotet forn de fosa i una tomba d'incineració d'època republicana.
El monument és un gran complex termal edificat entre l'any 85 dC i la primera dècada del segle ii, i que va romandre en funcionament fins a la primera meitat del segle iv. La superfície documentada fins al moment és de 900 m². D'una banda, el mateix edifici termal, que ocupa una franja aproximada de 250 m² i d'altra, la calçada i àrees de serveis annexes al voltant d'aquest, que abasten una superfície de 650 m².
L'edifici termal està realitzat mitjançant murs de formigó encofrat romà (opus caementicium) alternat per carreus de pedra de grans dimensions en les cantonades i en les interseccions dels murs. D'ell conservem la totalitat del caldarium, les dues estades del tepidarium i una part del frigidarium proveït de piscina, així com el forn que aportava calor a l'hipocaust (praefurnium), situat a l'extrem nord. El praefurnium apareix dividit en dos espais: d'una banda la zona de combustió, on es conserva una escala d'accés de la qual es conserven set escalons; i, d'altre, l'espai on se situa el canal de combustió que proveiria de calor al sistema de calefacció de les termes.
Immediatament al sud, tenim la sala del caldarium, de planta rectangular, que conserva un gran arc de mig punt (una miqueta escarser) de dovelles de carreus de pedra calcària com a nexe d'unió amb el forn. En aquesta sala apareixen tres espais diferenciats: un espai quadrangular central, al nord una piscina rectangular (alveus principal) i al sud-oest un segon alveus de dimensions més reduïdes. L'estança del caldarium es tanca en el seu costat meridional per un mur d'encofrat que separa aquesta estança del tepidarium. En les restes conservades s'aprecia una obertura allindanada mitjançant carreus de pedra que configuraria el pas de calor a l'estada annexa temperada.
La sala del tepidarium, de planta rectangular, també apareix dividida en dues estances, separades per un mur d'encofrat de 1,51 m d'amplària que alberga dos passos realitzats mitjançant carreus de pedra, que servien per distribuir l'aire calent entre les dues sales temperades.
Quant a la sala del frigidarium, presenta una planta en principi rectangular, amb un ample de 12,65 m de la qual, no obstant això, no coneixem la seua longitud, ja que els límits de l'excavació ens impedeixen apreciar tota la seua extensió. Aquesta sala freda s'articula al voltant d'una piscina pavimentada i revestida a l'interior mitjançant signinum. L'accés a aquesta es realitzava mitjançant una escala de ventall situada al cantó nord-oest, que presenta tres escalons realitzats mitjançant la tècnica de mamposteria travada amb argamassa i recoberta de morter hidràulic.
En aquesta habitació va haver-hi grans carreus motlurats que, juntament amb l'abundància d'aquest aparell a l'edifici, li aportaven un caràcter monumental. Així mateix, l'edifici termal apareix envoltat per una sèrie d'estances de serveis annexes, distribuïdes en tres àrees: nord, oest i est. Totes elles apareixen realitzades mitjançant murs de maçoneria irregular travats amb fang, de planta rectangular i seguint una orientació quasi idèntica a l'edifici monumental. El conjunt termal es completa amb l'existència d'un tram de calçada des de la qual s'accediria a l'àrea de serveis nord de les termes.

## Funció i datació
Les troballes datades entre els segles IV a I aC mostren una ocupació de la zona d'una banda de caràcter industrial i, d'altra, de context funerari, associats tots dos al camí d'entrada a la ciutat ibèrica.
El sector industrial queda evidenciat pel forn de fosa o forja i al dipòsit hidràulic anteriorment descrits, restes que formarien part d'un complex més ampli que se situaria als voltants del nucli urbà ibèric situat en l'actual zona antiga de la Vila Joiosa. Quant al context funerari, la seua ubicació al flanc oest de l'eix viari datat a la fi del segle i dC dona lloc a pensar que estaria associat a un camí anterior d'època romano-republicana, fossilitzat sota el camí alt-imperial i testificat a escassament 180 m al nord en la necròpoli de Les Cassetes (sector Creueta). Pel que fa al gran complex termal, correspon sens dubte a un edifici institucional de caràcter públic, tant per les dimensions com pel tipus de construcció. Correspon, dins de la tipologia constructiva termal, al tipus denominat «lineal axial».
Les dades obtingudes durant l'excavació del complex termal en situen la construcció entre el regnat de l'emperador Domicià i la primera dècada del segle ii dC, probablement a conseqüència de la promoció de la ciutat a la categoria de municipium el 73/74 dC, sota l'emperador Vespasià. El gran complex termal constitueix la prova irrefutable de la localització del municipium romà testificat en l'epigrafia sota l'actual nucli urbà de la Vila Joiosa.